# Caso de agresión sexual de Kobe Bryant

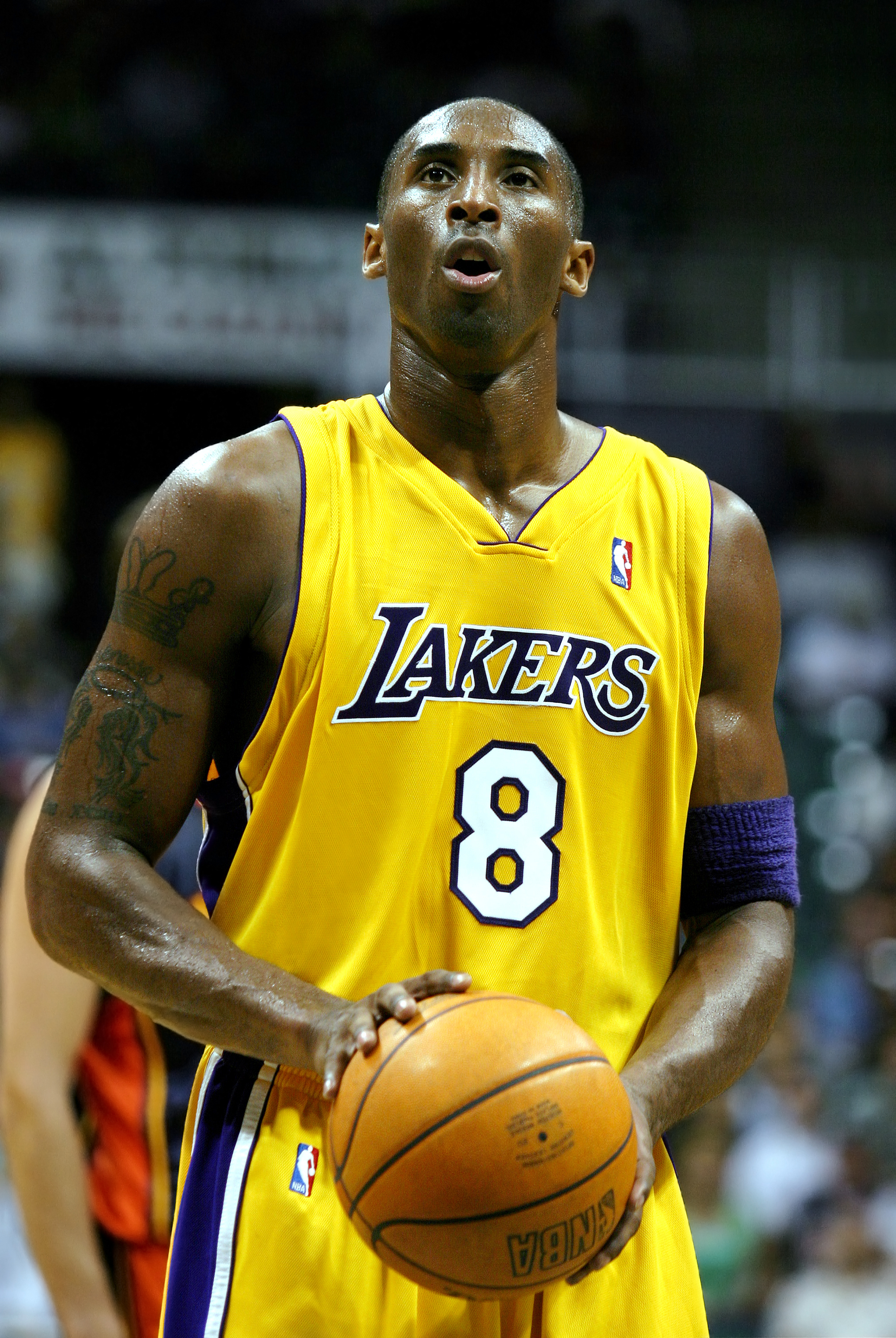
Kobe Bryant en 2005.

El Caso de agresión sexual de Kobe Bryant comenzó en julio de 2003, cuándo los medios de comunicación informaron que la oficina del sheriff de Eagle, Colorado, había arrestado al jugador de baloncesto profesional Kobe Bryant en relación con una investigación de una denuncia de agresión sexual presentada por una joven empleada de un hotel de 19 años. Bryant se había registrado en The Lodge and Spa en Cordillera, un hotel en Edwards, Colorado, el 30 de junio, antes de someterse a una cirugía cerca de allí el 2 de julio bajo la dirección de Richard Steadman. La mujer acusó Bryant de violarla en su habitación de hotel el 1 de julio. Presentó un informe policial y las autoridades interrogaron a Bryant sobre los moretones  en el cuello de la acusadora. Bryant admitió haber tenido un encuentro sexual con su acusadora, pero insistió en que el sexo fue consensuado. Los fiscales parecían tener un caso sólido. Según documentos judiciales, un examen de la mujer en un hospital reveló un hematoma en el cuello y desgarros en la pared vaginal. Tanto su ropa interior como la camisa de Bryant estaban ensangrentadas. Bryant declaró a la policía que no había pedido explícitamente su consentimiento. El caso fue abandonado después de que la acusadora de Bryant se negó a testificar en el caso. Posteriormente, la mujer presentó una demanda civil separada contra Bryant. Esto se resolvió fuera de los tribunales e incluyó a Bryant disculpándose públicamente con su acusadora, el público, y la familia, mientras negaba las acusaciones.

## Arresto
Los investigadores del alguacil del contado de Eagle confrontaron por primera vez a Bryant con la acusación de agresión sexual el 2 de julio, Durante la entrevista de julio de 2003 con los detectives, Bryant inicialmente les dijo a los detectives que no había tenido relaciones sexuales con su acusadora, una mujer de 19 años que trabajaba en el hotel donde Bryant se alojaba. Cuándo los oficiales le dijeron a Bryant que su acusadora había tomado un examen que arrojó evidencia física, como semen, Bryant admitió haber tenido relaciones sexuales con ella, pero declaró que el sexo fue consensual. Los fiscales parecían tener un caso sólido. Según documentos judiciales, un examen de la mujer en un hospital reveló un hematoma en el cuello y desgarros en la pared vaginal. Tanto su ropa interior como la camisa de Bryant estaban ensangrentadas. Bryant declaró a la policía que no había pedido explícitamente su consentimiento. Cuándo se le preguntó sobre los moretones en el cuello de la acusadora,Los fiscales parecían tener un caso sólido. Según documentos judiciales, un examen de la mujer en un hospital reveló un hematoma en el cuello y desgarros en la pared vaginal. Tanto su ropa interior como la camisa de Bryant estaban ensangrentadas. Bryant declaró a la policía que no había pedido explícitamente su consentimiento. declarando que la sostuvo "por la espalda" "alrededor de su cuello", que estrangular durante el sexo era lo "suyo" y que tenía un patrón de estrangular a una pareja sexual diferente (no a su esposa) durante sus encuentros sexuales recurrentes. Cuándo se le preguntó con qué fuerza se estaba agarrando de su cuello, Bryant declaró, "Mis manos son fuertes. No lo sé." Bryant declaró que asumió el consentimiento para el sexo debido al lenguaje corporal de la acusadora.
Los funcionarios encargados de hacer cumplir la ley recopilaron pruebas de Bryant y él aceptó someterse a un kit de prueba de violación y una prueba de polígrafo voluntaria. El 4 de julio, el Sheriff Joe Hoy emitió un orden de arresto contra Bryant. Bryant voló desde Los Ángeles de regreso a Eagle, Colorado, para entregarse a la policía. fue puesto en libertad de inmediato con una fianza de $25,000 dólares, y la noticia del arresto se hizo pública dos días después de eso. El 18 de julio, la oficina del fiscal de Distrito del Condado de Eagle presentó una acusación formal en contra de Bryant por agresión sexual. Si es declarado culpable, Bryant podía afrontar libertad condicional a cadena perpetua. El 18 de julio, después de ser acusado formalmente, Bryant celebró una conferencia de prensa en la que negó categóricamente haber violado a la mujer. Admitió haber tenido un encuentro sexual adúltero con ella, pero insistió en que fue consensuado.

## Caso criminal
En diciembre de 2003, se llevaron a cabo audiencias previas al juicio para considerar las mociones sobre la admisibilidad de las pruebas. Durante esas audiencias, la fiscalía acusó al equipo de defensa de Bryant de atacar la credibilidad de su acusadora. Se reveló que ella llevaba ropa interior que contenía el semen y el vello púbico de otro hombre para su examen de violación, el día después del presunto incidente. El detective Doug Winters declaró que la ropa interior amarilla que usó para su examen de violación contenía esperma de otro hombre, junto con vello púbico caucásico. La defensa de Bryant declaró que los resultados del examen mostraban "pruebas contundentes de inocencia" porque la acusadora debió haber tenido otro encuentro sexual inmediatamente después del incidente. Dijo a los investigadores que, por error, agarró ropa interior sucia de su cesta de lavandería cuándo salió de su casa para el examen. El día que la examinaron, dijo que no se había duchado desde la mañana del incidente. El examen encontró evidencia de trauma vaginal, que según el equipo de defensa de Bryant era consistente con tener relaciones sexuales con múltiples parejas en dos días.
La evidencia recuperada por la policía incluyó la camiseta que Bryant usó la noche del incidente, que tenía tres manchas pequeñas de la sangre de la acusadora. Se verificó que la mancha era la sangre de la acusadora mediante una prueba de ADN y probablemente no era sangre menstrual porque la acusadora dijo que tuvo su período dos semanas antes. Se reveló que Bryant inclinó a la mujer sobre una silla para tener relaciones sexuales con ella, lo que presuntamente causó el sangrado. Esto fue el acto sexual en cuestión, ya que la acusadora afirma que le dijo a Bryant que se detuviera, pero él no lo hizo, y Bryant afirma que se detuvo después de preguntarle si podía eyacular en su cara.
Trina McKay, la auditora nocturna del resort, dijo que vio a la acusadora cuando se iba a casa, y "no parecía no sonaba como si hubiera habido ningún problema". Sin embargo, Bobby Pietrack, amigo de la escuela secundaria de la acusadora y botones en el resort, dijo que parecía estar muy molesta, y "me dijo que Kobe Bryant había tenido relaciones sexuales forzadas con ella".
Unas semanas antes de que comenzara el juicio, la acusadora escribió una carta al investigador estatal Gerry Sandberg aclarando algunos detalles de su primera entrevista con la policía de Colorado. Ella escribió, "Le dije al Detective Winters que esa mañana, mientras me iba,  tuve problemas con el coche. Eso no era verdad. Cuándo  llegué tarde a trabajar aquel día, esa fue la razón que le di a mi jefe por llegar tarde. En realidad, sencillamente me había quedado dormida . . . Le dije al Detective Winters que el Sr. Bryant me había hecho quedarme en la habitación y lavarme la cara. Mientras me retuvieron contra mi voluntad en aquella habitación, no me obligaron a lavarme la cara.  No lavé mi cara. En cambio, me detuve en el espejo del ascensor en ese piso para limpiarme la cara. Estoy muy decepcionada de mi misma y también lo siento mucho por cualquiera que haya sido engañado por esa confusión de información. Dije Io que dije porque sentía que el Detective Winters no creía lo que me había sucedido."
La abogada defensora de Bryant, Pamela Mackey, afirmó que la acusadora estaba tomando un fármaco antipsicótico para el tratamiento de la esquizofrenia en el momento del incidente. Lindsey McKinney, quién vivía con la acusadora, dijo que la mujer intentó suicidarse dos veces en la escuela por una sobredosis de píldoras para dormir. Antes del presunto incidente, la acusadora, una aspirante a cantante, se presentó para el programa de televisión American Idol con la canción "Forgive" de Rebecca Lynn Howard, pero no logró avanzar. Además de que el abogado defensor de Bryant cuestionó el carácter moral y la reputación de la mujer, ella recibió amenazas de muerte y correos de odio y su identidad se filtró varias veces.
El 1 de septiembre de 2004, el Juez de Distrito del Condado Eagle, Terry Ruckriegle, desestimó los cargos en contra de Bryant, después de que los fiscales gastaron más de $200,000 en preparación para el juicio, porque su acusadora les informó que ella no estaba dispuesta a testificar.
El mismo día en que se desestimó el caso penal, Bryant emitió la siguiente declaración a través de su abogado:
 

Primero, quiero disculparme directamente con la joven involucrada en este incidente. Quiero disculparme con ella por mi comportamiento esa noche y por las consecuencias que sufrió el año pasado. Aunque este año ha sido increíblemente difícil para mí personalmente, solo puedo imaginar el dolor que ella ha tenido que soportar. También quiero disculparme con sus padres y miembros de la familia, y con mi familia, amigos y seguidores, y con los ciudadanos de Eagle, Colorado.

También quiero dejar claro que no cuestiono los motivos de esta joven. No se le ha pagado dinero a esta mujer. Ella ha aceptado que esta declaración no sea usada en mi contra en el caso civil. Aunque realmente creo que este encuentro entre nosotros fue consensuado, ahora reconozco que ella no vio y no ve este incidente de la misma manera que yo. Después de meses de revisar el descubrimiento, escuchar a su abogado e incluso su testimonio en persona, ahora entiendo cómo se siente ella al no haber dado su consentimiento para este encuentro.

Hoy hago esta declaración con plena conciencia de que, si bien una parte de este caso termina hoy, queda otra. Entiendo que el caso civil en mi contra seguirá adelante. Esa parte de este caso será decidida por y entre las partes directamente involucradas en el incidente y ya no será una carga financiera o emocional para los ciudadanos del estado de Colorado.

## Demanda judicial
En agosto de 2004, la acusadora presentó una demanda civil contra Bryant por el incidente. En marzo de 2005, las dos partes resolvieron esa demanda. Los términos del acuerdo no se dieron a conocer al público. Los Ángeles Times informó que los expertos legales estimaron que el acuerdo fue de más de $2.5 millones.

## Consecuencias
Ocho meses después del incidente inicial, el Lodge & Spa en Cordillera remodeló y como parte de eso vendió algunos muebles. Se especuló que algunas piezas incluidas en esta venta eran de la "Habitación 35" dónde supuestamente se había alojado Kobe Bryant en ese momento. El Lodge lo negó y afirmó que se habían deshecho de los muebles de esa habitación por separado.  El Spa se vendió en 2019 y es ahora una instalación de tratamiento de drogas. 
Después de las acusaciones, Bryant firmó un contrato de siete años valorado en $136 millones durante siete años, y  recuperó muchos de sus respaldos de Nike, Spalding, y Coca-Cola aunque sus contratos con marcas como Nutella y McDonald's no fueron renovados.